# Виллингсхаузен
Виллингсхаузен (нем. Willingshausen) — община в Германии, в земле Гессен. Подчиняется административному округу Кассель. Входит в состав района Швальм-Эдер.  Население составляет 5150 человек (на 31 декабря 2010 года). Занимает площадь 59,95 км².